# Antun Škvorčević
Antun Škvorčević (ur. 8 maja 1947 w Davorze) – chorwacki duchowny katolicki, biskup Požegi w latach 1997–2024.

## Życiorys
Święcenia kapłańskie otrzymał 25 czerwca 1972.

## Episkopat
5 lipca 1997 papież Jan Paweł II mianował go biskupem ordynariuszem diecezji Požegi. Sakry biskupiej udzielił mu kard. Franjo Kuharić. 11 marca 2024 papież Franciszek przyjął jego rezygnację z pełnionego urzędu, złożoną ze względu na wiekk.